# Лупа
Лупа (фр. loupe), увеличавајуће стакло, повећало, је најједноставнији оптички инструмент којим можемо увећати слику блиског предмета. Лупа је оптички инструмент којим се увећава слика предмета, онолико пута, колико је пута увећан угао под којим видимо предмет простим оком у даљини јасног вида.

## Историјат
Аристофанов објектив-лупа из 424 године п. н. е. је стаклена кугла испуњена водом. Ова алтернација биконвексном сочиву је, како Сенека каже, могла да увеличава. Бејкон је описао особине лупе у 13. веку у Енглеској, а наочаре су развијене такође у 13. веку у Италији.
Најпростија лупа је састављена од једног сабирног биконвексног сочива (сочиво омеђено двема конвексним сферама). Има и лупа које су грађене од система сочива, а нису микроскопи.

## Коришћене ознаке на шематском приказу
d = даљина јасног вида (25 цм); {\displaystyle {f}=} жижна даљина; 
{\displaystyle {y_{1}}=} величина увећане слике; {\displaystyle {y}=} величина предмета ; 
{\displaystyle {p}=} повећање

## Формирање увећане слике
Из геометријског разумевања елементарних закона оптике - рефракције, следи: Када се предмет АB постави на удаљеност између сочива, тј. лупе, и њене жиже, односно фокуса, тада у оку посматрача настаје привидна (виртуелна), увећана, усправна слика посматраног предмета.

## Повећање лупом
Из сличности троуглова {\displaystyle {A_{1}}{B_{1}}{F_{2}}} и {\displaystyle {O}{O_{1}}{F_{2}}} (шематски приказ) следи:
{\displaystyle {\frac {y_{1}}{y}}={\frac {d}{f}}}
Како је, према дефиницији, повећање лупом {\displaystyle {\frac {y_{1}}{y}}} следи:
Повећање {\displaystyle p={\frac {d}{f}}} односно :
Повећање лупом је једнако количнику даљине јасног вида и жижне даљине.
Како је даљина јасног вида константа, повећање лупом зависи једино од жижне даљине сочива. Жижна даљина сочива је директно пропорционална закривљености површине сочива. Закривљеност површине сочива се исцрпљује техничко-технолошким могућностима израде таквих сочива. Са једне стране, немогуће би било направити лупу са тако малим жижним даљинама и тако великим повећањима, јер би требало направити сочива врло малих пречника закривљености, а са друге стране, и када бисмо их и успели направити, тако велика закривљеност би производила огромне грешке сочива које ни сложени системи сочива не би могли да компензују. Једноставније речено, слике предмета добијене таквим лупама биле би потпуно неупотребљиве. Лупе имају најмању жижну даљину од 2 центиметра. Значи максимално увећање лупом је око 12 пута.

## Јачина сочива лупе
Јачина сочива-лупе једнака је реципрочној вредности жижне даљине изражене у метрима:
{\displaystyle j={\frac {1}{f}}}
Јединица за мерење јачине сочива зове се диоптрија. Сочиво има јачину од 1 диоптрије, ако јој је жижна даљина 1 метар.

## Употреба лупе
Лупа се употребљава за увећавање и посматрање предмета малих димензија ради њиховог проучавања, да би се лакше обрађивали, да би се по њима писало и сл. Употребљава се у науци, уметности, производњи, индустрији.